# Bob Herbert
Robert “Bob” Herbert (Brooklyn, 7 de março de 1945) é um jornalista estadunidense, colunista do jornal The New York Times. Herbert escreve frequentemente sobre pobreza, a guerra do Iraque, racismo e as classes sociais nos EUA.